# Refugio de los Ibarra
Refugio de los Ibarra är en ort i Mexiko.   Den ligger i kommunen Galeana och delstaten Nuevo León, i den centrala delen av landet, 600 km norr om huvudstaden Mexico City. Refugio de los Ibarra ligger 1 857 meter över havet och antalet invånare är 225.
Terrängen runt Refugio de los Ibarra är kuperad åt sydost, men åt nordväst är den platt. Runt Refugio de los Ibarra är det mycket glesbefolkat, med 5 invånare per kvadratkilometer. Refugio de los Ibarra är det största samhället i trakten. Omgivningarna runt Refugio de los Ibarra är i huvudsak ett öppet busklandskap.